# Kauzativum
Kauzativum (česky účinné sloveso) je takové sloveso, jehož podmět způsobuje, že předmět něco činní nebo že se nachází v nějakém stavu. Jedná se tedy vždy o přechodná slovesa. Někdy se rozlišuje kauzativum od faktitiva.
V mnoha jazycích lze tvořit kauzativa pravidelně od téměř všech sloves, např. v sanskrtu, estonštině, altajských jazycích (např. turečtině) či semitských jazycích (např. arabštině či hebrejštině).

## V češtině

### Deverbální
Jedná se o slovesa odvozená ze sloves označujících nějaký stav a kauzativa k nim znamenají „způsobit/nechat/dát, že...“. Ve slovanských jazycích se kauzativy nejčastěji míní slovesa odvozená už v praslovanštině koncovkou -iti (v dnešní češtině pak -it). Toto odvozování v dnešní češtině již není produktivní (živé), tzn. nelze jím tvořit nová slova, a ani si souvislost takto odvozených sloves rodilí mluvčí mnohdy neuvědomují:
| Základové sloveso | Účinné sloveso |
| ----------------- | -------------- |
| bdít              | budit          |
| být               | bavit          |
| hynout            | hubit          |
| ležet             | (po)ložit      |
| mřít              | mořit          |
| nýt               | (u)navit       |
| otýt              | (z)otavit      |
| pít               | (na)pojit      |
| plát              | pálit          |
| sedět             | (po)sadit      |
| slout             | slavit         |
| stát              | (po)stavit     |
| tát               | tavit          |
| téci              | točit          |
| tichnout          | těšit          |
| trpět             | trápit         |
| tuchnout          | tušit          |
| viset             | (po)věsit      |
| vrtět             | vrátit         |
| vřít              | vařit          |
| žít               | hojit          |

### Denominální
Při tvorbě kauzativ z přídavných jmen se rovněž setkáváme nejčastěji se zakončením -it. V některých případech nalézáme protiklady sloves přechodných zakončených na -it k slovesům nepřechodným zakončeným na -ět, např. ztemnit (učinit temným) a ztemnět (stát se temným).
| Přídavné jméno | Účinné sloveso |
| -------------- | -------------- |
| bílý           | bílit/bělit    |
| černý          | černit         |
| temný          | temnit         |
| plný           | plnit          |